# 라이수이현

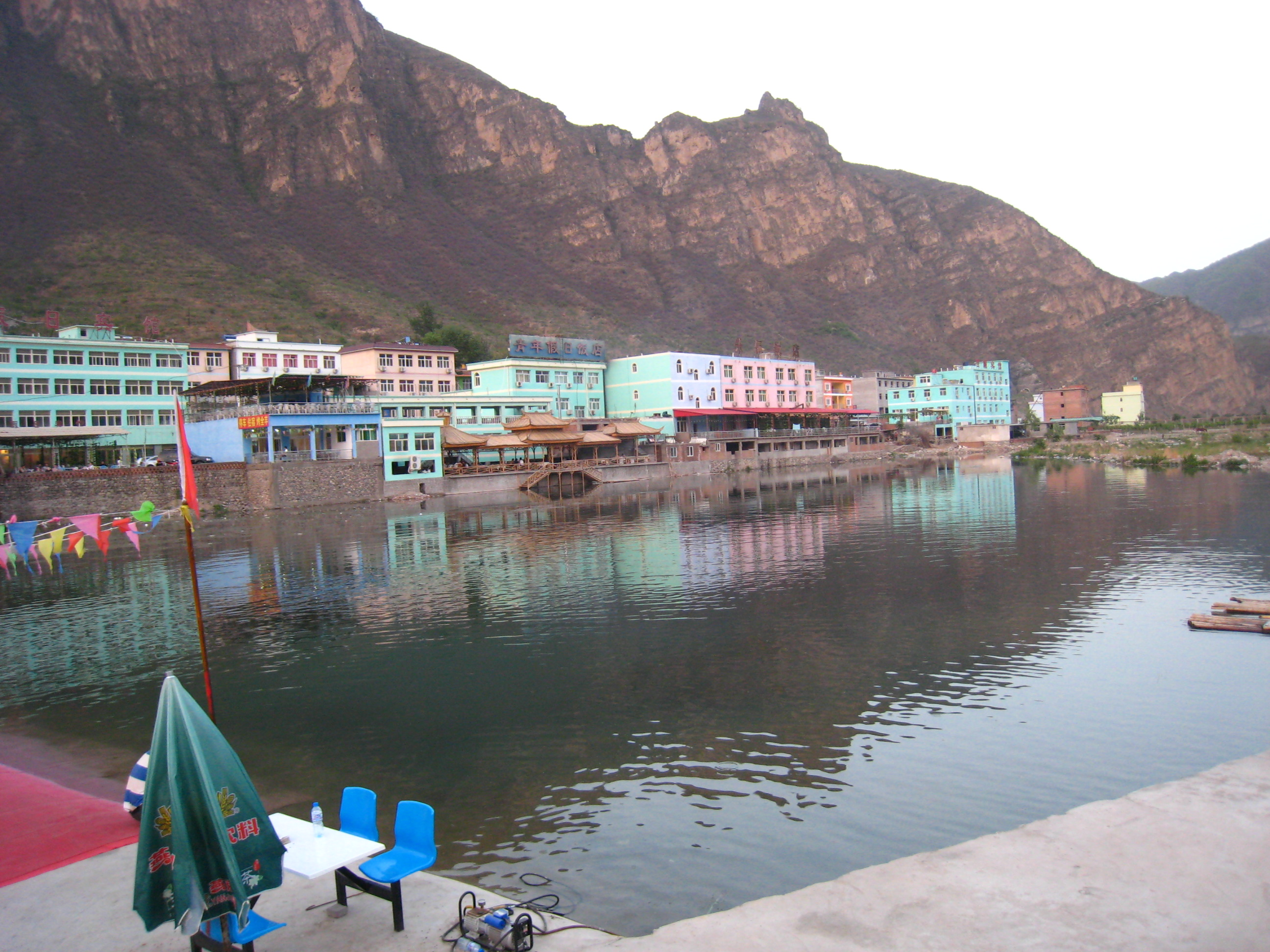

라이수이현(한국어: 내수현, 중국어: 涞水县, 병음: Láishuǐ Xiàn)은 중화인민공화국 허베이성 바오딩 시의 행정구역이다. 넓이는 1666km2이고, 인구는 2007년 기준으로 340,000명이다. 이곳 호가장향에서 호가장 전투가 일어났다.

## 행정 구역
7개 진, 7개 향, 1개 민족향을 관할한다.
- 진: 淶水鎮, 義安鎮, 石亭鎮, 趙各庄鎮, 永陽鎮, 三坡鎮, 九龍鎮.
- 향: 龍門口鄉, 其中口鄉, 宋各庄鄉, 胡家莊鄉, 明義鄉, 王村鄉, 東文山鄉.
- 민족향: 婁村滿族鄉.